# Sveto (ime)
Sveto je moško osebno ime.

## Izvor imena
Ime Sveto je različica imena Svetislav.

## Pogostost imena
Po podatkih Statističnega urada Republike Slovenije je bilo na dan 31. decembra 2007 v Sloveniji število moških oseb z imenom Sveto: 46.

## Osebni praznik
V koledarju je ime Sveto zapisano pri imenu Svitomir oziroma Lucij (Lucij, mučenec).